# Hendrik Frans Verbruggen

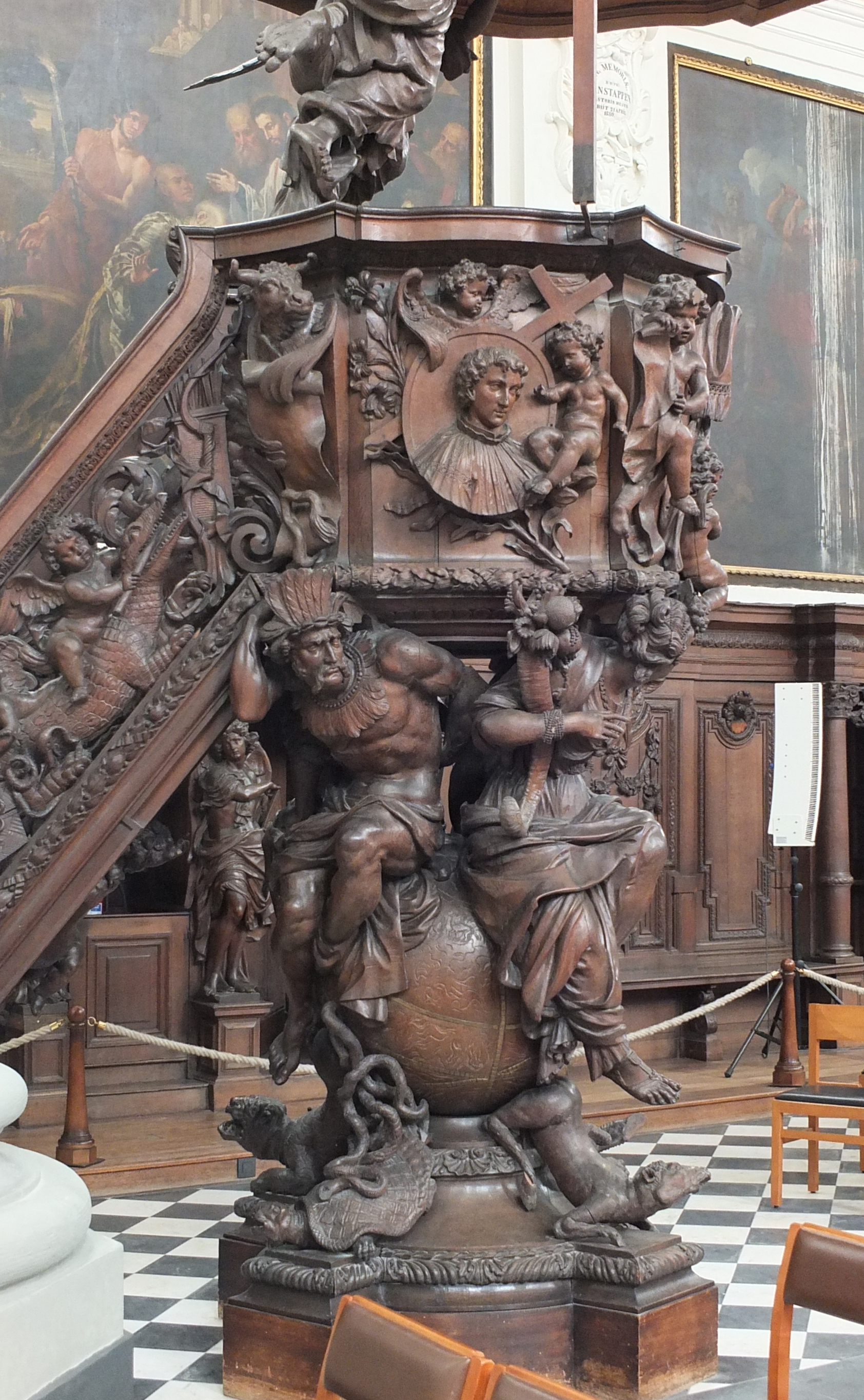
San Pedro y San Pablo (Malinas)

Hendrik Frans Verbrugghen (Amberes, 30 de abril de 1654 – Amberes, 12 de diciembre de 1724) fue un escultor y dibujante flamenco conocido por la decoración que realizó para distintas iglesias de Amberes.
Hijo y hermano de escultores, se formó en el taller de su padre, Pieter Verbrugghen I, consiguiendo el reconocimiento de maestro escultor por el gremio de San Lucas en el año 1682.
Destacó en la construcción de altares y de púlpitos, siendo el que realizó para San Miguel de Lovaina, actualmente en la catedral de Bruselas, el más monumental y barroco, una obra donde la escultura se impone a la arquitectura del mueble.